# Elpidio Coppa
Elpidio Coppa (Milano, 6 ottobre 1914 – Lucca, 31 agosto 1978) è stato un calciatore e allenatore di calcio italiano, di ruolo ala.

## Carriera
Giocò in Serie A con le maglie dell'Ambrosiana-Inter, Lucchese Libertas, Milan e Liguria.

## Palmarès

### Giocatore

#### Competizioni nazionali
- Serie B: 1

Lucchese Libertas: 1935-1936